# Dušan Jerković (pesnik)
Dušan Jerković (Petrinja, 1903 — Norveška 26. novembar 1942) je bio novinar i pesnik

## Biografija
Otac mu je bio siromašni poštanski činovnik, često premeštan sa službom iz mesta u mesto, tako da je Dušan osnovnu školu započeo u Petrinji, a završio u Vinkovcima.
Učio je sedam razreda klasične gimnazije u Vinkovcima; osmi razred i veliku maturu završio je u Drugoj muškoj gimnaziji u Beogradu kao odličan đak. Posle mature upisao se na Filozofski fakultet u Beogradu. Porodica mu je u to vreme bila premeštena u Loznicu, u Srbiji. Kako ga otac nije mogao redovno pomagati od svoje male činovničke plate on se za vreme studija uglavnom sam izdržavao. Provodio je težak život bez posla ili radeći povremeno kao korektor u novinama. Naročito je taj hleb bio gorak kada je, uz neznatnu nagradu, korigovao gotovo sam režimski dnevni list „Jugoslovenski glasnik“, gde je radio do fizičkog iscrpljivanja i zamorenosti. Najčešće je živeo bedno, lišen najosnovnijih sredstava, provodeći život pesnika beskućnika, spavajući po parkovima, na novogradnjama, tavanima i mansardama. Padala je u oči na beogradskim ulicama njegova boemska figura sa dugačkom kosom koja mu je počivala na ramenima.
Sarađujući gotovo po svim jugoslovenskim listovima i časopisima od 1923-4. do 1934-5. godine, dakle za nešto više od jedne decenije plodnog i intenzivnog stvaranja, Dušan Jerković je bio veoma poznat mlađi pesnik između dva rata. Njegovo ime je vezano za napore modernističkih i naprednih nastojanja u našoj poeziji, koja su, na ovaj ili na onaj način, tražila i krčila nov poetski izraz. Jedno vreme je bio boem, potukač i proleter, Jerković, iako nije bio najekstremniji u traženju tih novih izražajnih puteva, bio je, svakako, jedan od najtalentovanijih pesnika svoje generacije koji je u liriku lutanja, bespuća i košmara posle Prvog svetskog rata utkao neke nove tonove i nove uverljive akcente.
U to vreme Jerković se približio naprednom pokretu i 1927. godine je učestvovao u protivrežimskim demonstracijama u Beogradu. Na barikadama kod kafane „Ruski car“ bio je po glavi teško kontuzovan i prenesen u bolnicu. Povodom toga napisao je ogorčen članak protiv zverskog postupka beogradske policije prema demonstrantima, radnicima i studentima. Ovaj članak je tada objavio dnevni list "Politika" na istaknutom mestu.
Dušan Jerković je počeo pisati pesme još kao vrlo mlad, u đačkoj klupi. Prvu pesmu je napisao kada mu je bilo trinaest godina, a u devetnaestoj godini prvi put je ugledao svoje štampano ime. Po psihičkim i lirskim svojstvima neoromantičar, on je uskoro skrenuo pažnju na sebe svojim neposrednim, duboko proživljenim pesmama o skitničkim noćima na gladnom gradskom pločniku, iz kojih je zvonio ritam neke razdešenosti i izgubljenosti. Naročito je zapažena njegova pesma "Pesnik - vagabunda u noći" u kojoj je opevana sudbina mladih koji nisu mogli naći utočište u kapitalističkom poretku grube sile, eksploatacije i lažnih konvencionalnosti.
Iz pesme - "Pesnik - vagabunda u noći:"
... Ja srce krvavo nosim kroz hladne ulice grada
i pjano čeznem za obzorjem novu, nesvanulu zoru
i, dok nebesnim svodom pasu nemirna bela stada,
usamljeno lutam, brodolomnik na moru.
O, to krvavo cveće jedne nemirne mladosti,
kao senke snova, odletelih u noć!
Pesnik - vagabunda, lutam, srcem pjanim od radosti,
čekajuć` nešto što nikada ne može doć`...

U zajednici sa Ristom Ratkovićem, Desimirom Blagojevićem i Pavlom Starčevićem, učestvovao je u pokretanju nekoliko modernističkih časopisa, kao što su „Bela revija“, „Čaša vode“, „Večnost“, „Refleks mladih“, od kojih su neki izašli samo po jedan broj. Kao zasebnu knjižicu izdao je 1926. godine ljubavnu poemu "333", što je značilo da poema sadrži trista trideset i tri stiha. Fragmente poeme „Pocepani horizonti“ objavio je u zagrebačkom „Vijencu“ i u „Knjizi drugova“ - zborniku jugoslovenske mlade socijalne lirike, koju su uredili i izdali u Kikindi Jovan Popović i Novak Simić. Ovaj zbornik je zaplenila policija 6. januara 1929. godine, čim je izašao iz štampe, a njegovi urednici, sa još nekim saradnicima bili su zatvoreni i predati Sudu za zaštitu države. Jerković je takođe sarađivao u časopisu „Stožer“ u vreme kada je ovaj bio socijalno i ideološki napredno orijentisan.
Posle 1929. g. ređe objavljuje pesme, posvećuje se više pisanju reportaža za dnevne listove. Kasnije je radio u Politici od 1934. svo do kapitulacije zemlje aprila 1941. g. Kao pesnik i novinar, on je imao simpatije za radne, ugnjetene ljude i nalazio se na strani naprednog pokreta. Već prvih dana okupacije zauzeo je pravilan, rodoljubiv stav protiv nastojanja okupatora i domaćih pomagača, odbijajući da se upiše u Novinarsko udruženje koje su nemci preuzeli i da sarađuje u "Novom vremenu".
Uhapsila ga je Specijalna policija 8. oktobra 1941. godine i novembra iste godine uputila u koncentracioni logor na Banjici. Marta 1942. otpremljen je sa Banjice u Norvešku, gde je podlegao surovim uslovima internacije u logoru Bota, novembra 1942. godine.

## Spoljašnje veze
- Radnik na pristaništu – Dušan Jerković